# Rausvė (přítok Šešupė)
Rausvė je řeka 2. řádu v jižní Litvě, levý přítok řeky Šešupė. Pramení na jih od vsi Aleksandravas, 12 km na západ od okresního města Kalvarija. Do tohoto okresu však zasahuje jen počátek horního toku, většina toku je na území okresu Vilkaviškis. Teče převážně severním směrem, po jižním úbočí Užnemunėské nížiny. Teče převážně v obdělávaných polích, do zalesněných oblastí prakticky nezasahuje. Místy drobně hustě meandruje, zejména ve středním a dolním toku. Na mnoha místech je regulována, zejména na horním toku. Průměrný spád je 299 cm/km. Protéká mnoha vodními plochami: jezerem Būdviečių ežeras, vzápětí dalším, menším jezírkem, dále rybníkem u vsi Rasiai, dále 20 km od ústí protéká rybníkem Karklinių tvenkinys (plocha 13 ha), dále 19 km od ústí protéká rybníkem Keturvalakių tvenkinys (plocha 37 ha), u obce Gižai jezerem Rūdos ežeras. Ústí do řeky Šešupė u vsi Piliūnai, 2 km na východ od městečka Pilviškiai jako její levý přítok, 157,6 km od jejího ústí do Němenu.

## Přítoky
- Levé:

| Hydrologické pořadí | Řeka             | Délka (km) | Povodí (km²) | Vzdálenost od ústí (km) | Ústí kde      | Koordináty ústí                 |
| ------------------- | ---------------- | ---------- | ------------ | ----------------------- | ------------- | ------------------------------- |
| 15010376            | R - 3 (Tūrupis?) | 4,8        | 5,7          | 21,7                    |               |                                 |
| 15010377            | R - 1            | 3,2        | 3,3          | 20,2                    |               |                                 |
|                     | Tūrupis          |            |              |                         | Keturvalakiai | 54°34′6″ s. š., 23°10′33″ v. d. |

- Pravé:

| Hydrologické pořadí | Řeka       | Délka (km) | Povodí (km²) | Vzdálenost od ústí (km) | Ústí kde      | Koordináty ústí                  |
| ------------------- | ---------- | ---------- | ------------ | ----------------------- | ------------- | -------------------------------- |
| 15010371            | Vinkšnupis | 3,6        | 24,6         | 35,9                    | Vinkšnupiai   | 54°29′20″ s. š., 23°4′56″ v. d.  |
|                     | Vėžupis    |            |              |                         | Patilčiai     | 54°29′15″ s. š., 23°6′52″ v. d.  |
| 15010374            | Balsė      | 6,1        | 15,6         | 24,1                    | Keturvalakiai | 54°33′35″ s. š., 23°11′26″ v. d. |
| 15010378            | Paikis     | 16,5       | 50,1         | 14,8                    | Gižai         | 54°36′36″ s. š., 23°12′25″ v. d. |
|                     | Šakiškis   | 6,6        |              | 14,3                    | Gižai         | 54°36′48″ s. š., 23°12′28″ v. d. |
| 15010385            | Juodupis   | 4,7        | 8,8          | 5,9                     | Juodupiai     | 54°39′52″ s. š., 23°14′30″ v. d. |

## Sídla při řece
Piliakalniai, Patilčiai, Degučiai, Keturvalakiai, Rūda, Šačkai